# Thibau Nys
Thibau Nys (* 12. listopadu 2002) je belgický profesionální silniční cyklista a cyklokrosař jezdící za UCI WorldTeam Lidl–Trek. Jeho otec Sven Nys byl též úspěšným cyklokrosařem a dvojnásobným elitním mistrem světa v této disciplíně.

## Hlavní výsledky

### Cyklokros
2018–2019
UCI Junior World Cup
3. místo celkově
vítěz Pontchâteau
2. místo Tábor
Junior DVV Trofee
vítěz Hamme
vítěz Baal
vítěz Lille
Junior Superprestige
vítěz Hoogstraten
2. místo Middelkerke
3. místo Gieten
3. místo Zonhoven
vítěz Junior Neerpelt
vítěz Junior Leuven
Mistrovství Evropy
 3. místo závod juniorů
Národní šampionát
3. místo závod juniorů
Junior Brico Cross
3. místo Ronse
2019–2020
Mistrovství světa
 vítěz závodu juniorů
Mistrovství Evropy
 vítěz závodu juniorů
Národní šampionát
 vítěz závodu juniorů
UCI Junior World Cup
 celkový vítěz
vítěz Bern
vítěz Tábor
vítěz Koksijde
vítěz Namur
vítěz Heusden-Zolder
vítěz Nommay
3. místo Hoogerheide
Junior Superprestige
celkový vítěz
vítěz Gieten
vítěz Gavere
vítěz Zonhoven
vítěz Diegem
vítěz Middelkerke
3. místo Ruddervoorde
Junior DVV Trofee
vítěz Kortrijk
vítěz Baal
vítěz Lille
Junior Ethias Cross
vítěz Hulst
2. místo Eeklo
Junior Rectavit Series
vítěz Neerpelt
vítěz Junior Waterloo
vítěz Junior Iowa City
2021–2022
Under-23 X²O Badkamers Trofee
vítěz Loenhout
vítěz Baal
vítěz Herentals
3. místo Koppenberg
3. místo Lille
Mistrovství světa
 3. místo závod do 23 let
Mistrovství Evropy
 3. místo závod do 23 let
3. místo Oostmalle
2022–2023
Mistrovství světa
 vítěz závodu do 23 let
UCI Under-23 World Cup
 celkový vítěz
vítěz Tábor
vítěz Maasmechelen
vítěz Zonhoven
vítěz Benidorm
Mistrovství Evropy
 2. místo závod do 23 let
Národní šampionát
3. místo závod elite
2023–2024
UCI World Cup
vítěz Waterloo
X²O Badkamers Trofee
vítěz Koppenberg
Exact Cross
vítěz Beringen

### Silniční cyklistika
2021
Mistrovství Evropy
 vítěz silničního závodu do 23 let
Národní šampionát
2. místo silniční závod do 23 let
Mistrovství světa
6. místo silniční závod do 23 let
2022
Flèche du Sud
 celkový vítěz
 vítěz soutěže mladých jezdců
vítěz 3. etapy
2023
vítěz Grosser Preis des Kantons Aargau
Kolem Norska
3. místo celkově
 vítěz bodovací soutěže
vítěz 2. etapy